# Jean Mousselle
Jean Mousselle, né le 15 novembre 1918 à Verberie et mort le 3 octobre 2006 à Gourdon, est un réalisateur français.

## Biographie
Jean Mousselle a commencé sa carrière comme cadreur sur le tournage de Jéricho et de Jour de fête.
Il a réalisé en 1954 un long métrage, Le Pain vivant, dont le scénario et les dialogues sont dus à François Mauriac.

## Filmographie

### Réalisateur
- 1955 : Le Chemin de l'étoile (court métrage)
- 1955 : Le Pain vivant

### Directeur de la photographie
- 1953 : Les Vacances de monsieur Hulot de Jacques Tati